# Parallelia falcata
Parallelia falcata är en fjärilsart som beskrevs av Moore 1882. Parallelia falcata ingår i släktet Parallelia och familjen nattflyn. Inga underarter finns listade i Catalogue of Life.